# Józef Wrycza

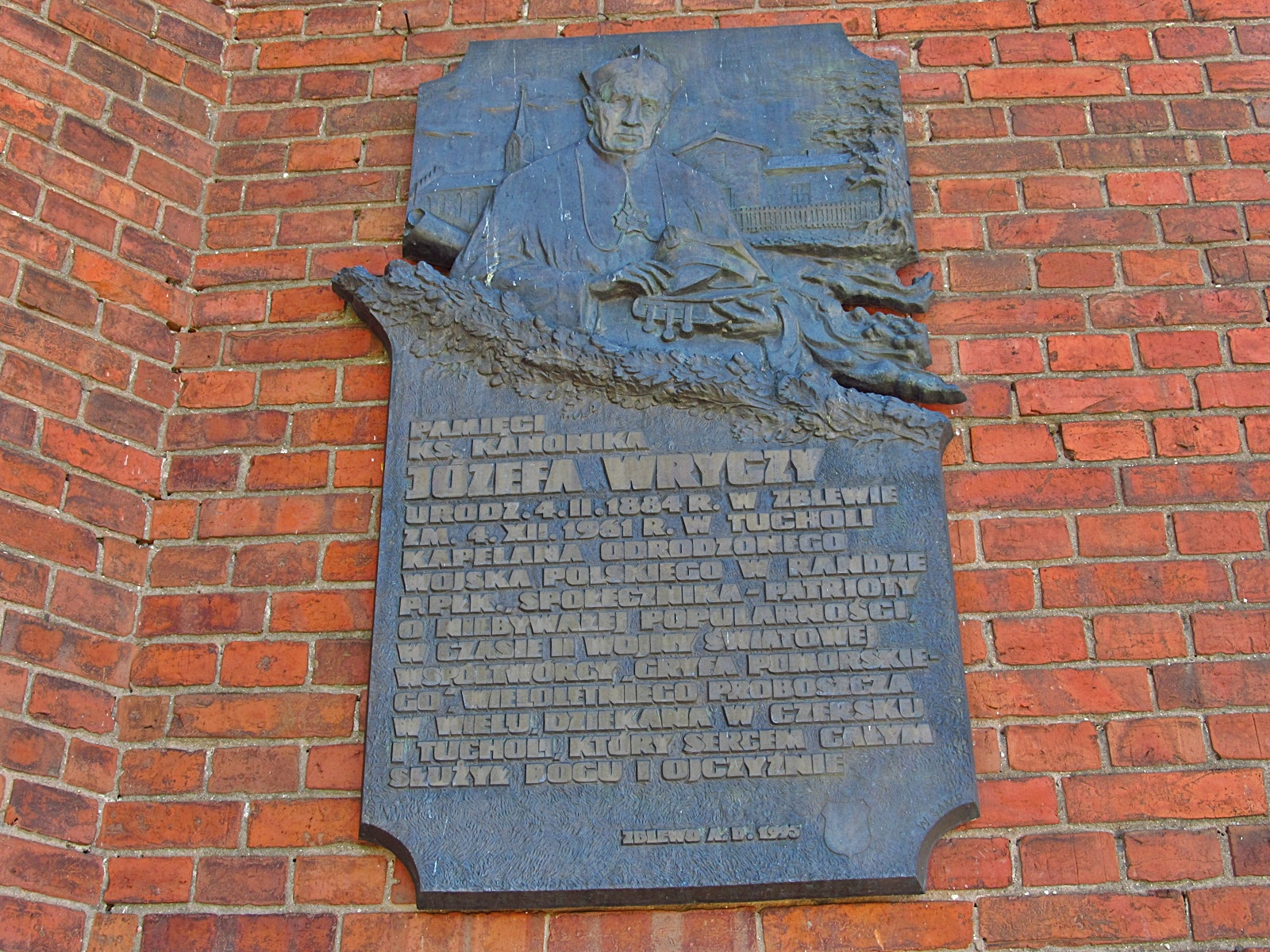
Tablica ku czci ks. Józefa Wryczy w Zblewie

Józef Wrycza, ps. „Rawycz”, „Delta”, „Śmiały” (ur. 4 lutego 1884 w Zblewie, zm. 4 grudnia 1961 w Tucholi) – kapelan Wojska Polskiego, duchowny rzymskokatolicki, działacz niepodległościowy na Pomorzu w latach 1917–1920, działacz społeczny i polityczny o proweniencji narodowej, przywódca organizacji konspiracyjnych Wojskowa Organizacja Niepodległościowa i Tajna Organizacja Wojskowa „Gryf Pomorski” podczas okupacji hitlerowskiej. Pośmiertnie awansowany do stopnia generała brygady.

## Życiorys

### Młodość i działalność niepodległościowa pod zaborami
Pochodził ze starego kaszubskiego rodu Wryczów h. wł.. Urodził się w wielodzietnej rodzinie Franciszka (1851–1925), piekarza w Zblewie, i Franciszki z domu Trocha (1863–1917). Był bratem Marianny (ur. 1881), Stanisława (ur. 1882), Jana Franciszka (ur. 1885), Barbary (ur. 1887), Agnieszki (ur. 1889), Franciszka Antoniego (ur. 1891), Piotra (ur. 1894) i Anastazego. Szkołę ludową ukończył w rodzinnym Zblewie. W latach 1894–1899 uczęszczał do progimnazjum biskupiego Collegium Marianum w Pelplinie, a następnie do niemieckiego gimnazjum humanistycznego w Chełmnie. W 1903 musiał je opuścić za działalność niepodległościową w organizacji pomorskich filomatów. Przeniósł się do gimnazjum w Wejherowie, w którym w 1904 zdał maturę. Do 1908 r. uczył się w Wyższym Seminarium Duchownym w Pelplinie. 23 lutego 1908 otrzymał święcenia kapłańskie. Pracował następnie jako wikary na parafiach w Borzyszkowach, Jastrzębiu, Lisewie, Grucznie, Śliwicach, Jastarni (1916–1917), Żarnowcu (1917) i Chełmży (1917–1919). Związał się wówczas z ruchem młodokaszubskim, współpracował m.in. z Aleksandrem Majkowskim. Od 2 września 1909 r. był członkiem rady nadzorczej spółki wydawniczej młodokaszubskiego pisma „Gryf” w Kościerzynie, które popularyzowało regionalizm kaszubski i tradycje więzi z Polską. Był autorem wielu artykułów w tym piśmie. Brał udział w dniach 26–27 września 1910 r. w zjeździe pisarzy młodokaszubskich w Kościerzynie. Jako bibliotekarz parafialny zorganizował ponad 40 ludowych wypożyczalni książek.
W 1914 r. został powołany do służby wojskowej w armii niemieckiej, w której służył jako sanitariusz. W grudniu 1916 r. powrócił do swoich obowiązków kapłańskich w pomorskich parafiach. Aktywnie działał także na polu społecznym, m.in. był członkiem Zarządu Banku w Chełmnie, patronem Towarzystwa Młodzieży Męskiej i Żeńskiej oraz Towarzystwa im. Piotra Skargi, sekretarzem i skarbnikiem Powiatowej Rady Ludowej w Toruniu oraz skarbnikiem Rady Ludowej w Chełmży. Organizował kwesty na cele narodowe. W 1917 r. założył tajne Towarzystwo Młodzieży Polskiej, którego zadaniem było propagowanie czynu narodowego zmierzającego do odbudowy państwa polskiego. W listopadzie 1917 r. został wybrany do Sejmu Dzielnicowego w Poznaniu. Był zwolennikiem prowadzenia walki zbrojnej o wyzwolenie Pomorza, natomiast sceptycznie podchodził do koncepcji dyplomatycznego uregulowania tej kwestii. W związku z tym zaangażował się w tworzenie i rozbudowywanie struktur Organizacji Wojskowej Pomorza w Chełmży. W styczniu 1919 r. opanowała ona miasto, ale została rozbita przez niemiecki oddział Grenzschutzu. 28 stycznia tego roku ksiądz J. Wrycza został aresztowany przez Niemców, oskarżony o zdradę stanu i skazany na śmierć. Osadzony w cytadeli w Grudziądzu, dzięki interwencji prezesa Rady Ludowej z Torunia został 24 lipca uwolniony, po czym powrócił na krótko do Chełmży. Ten okres jego życia przyniósł mu sławę bohatera narodowego na Pomorzu.

### Udział w powstaniu wielkopolskim i wojnie polsko-bolszewickiej
We wrześniu 1919 r. przedostał się do objętej powstaniem Wielkopolski, otrzymując przydział do 63 pułku piechoty w Inowrocławiu jako kapelan wojskowy. Od grudnia pełnił jednocześnie funkcję proboszcza 16 Pomorskiej Dywizji Piechoty. Na początku stycznia 1920 r. wkroczył wraz z oddziałami polskimi do Torunia, gdzie objął funkcje kapelana garnizonu i szpitala. 10 lutego brał udział w uroczystych zaślubinach Polski z Bałtykiem w Pucku; wygłosił wówczas kazanie podczas mszy polowej prowadzonej przez księdza kapelana Rydlewskiego. Po kazaniu ks. J. Wrycza zaintonował pieśń patriotyczną „Boże, coś Polskę”. W czasie tej mszy padał bardzo silny deszcz, jednak ks. J. Wrycza na sugestię gen. Józefa Hallera, aby skrócić kazanie, miał odpowiedzieć: przygotowałem na 20 minut, tyle też będę kazał. W poł. marca trafił ze swoim pułkiem w skład Frontu Pomorskiego gen. J. Hallera do Kartuz. Od kwietnia brał udział w wojnie polsko-bolszewickiej. Walczył w obronie przedmościa warszawskiego, a od 16 sierpnia uczestniczył w polskim kontruderzeniu znad Wieprza. Po dotarciu 63 pp do Łomży przeszedł do sztabu 16 DP, w którym służył do powrotu dywizji do Grudziądza w listopadzie 1920 r.
Po zakończeniu działań wojennych był kapelanem wojskowym we Włodzimierzu Wołyńskim. Następnie pełnił służbę w Szefostwie Duszpasterstwa Dowództwa Okręgu Korpusu Nr II w Lublinie, a 1923 roku w Szefostwie Duszpasterstwa Dowództwa Okręgu Korpusu Nr IX w Brześciu. 16 grudnia 1921 roku został zatwierdzony, z dniem 1 kwietnia 1920 roku, w stopniu proboszcza z 12. lokatą wśród kapelanów wyznania rzymskokatolickiego. 3 maja 1922 roku został zweryfikowany w stopniu proboszcza ze starszeństwem z dniem 1 czerwca 1919 roku i 11. lokatą w duchowieństwie wojskowym wyznania rzymskokatolickiego. W lutym 1924 roku na własną prośbę został przeniesiony do rezerwy.

### Okres II Rzeczypospolitej
Po zakończeniu służby w WP został wikarym w Kowalewie, a we wrześniu objął parafię w Wielu. Od połowy lat 20. zaangażował się w działalność polityczną. Od 1926 r. był oboźnym Okręgu II Pomorskiego Obozu Wielkiej Polski, a od 1928 r. – wiceprezesem i prezesem Zarządu Powiatowego Stronnictwa Narodowego w Chojnicach. Przeciwstawiał się rządom sanacji, m.in. w 1933 r. doprowadził do strajku szkolnego w Wielu, sprzeciwiając się obowiązkowemu nauczaniu dzieci Marsza Pierwszej Brygady. W 1935 r. został skazany na kilka tygodni aresztu, który odbył w zakładzie dla księży w Rywałdzie. Prowadził w dalszym ciągu działalność społeczną, będąc m.in. dyrektorem Banku Ludowego w Wielu, skarbnikiem miejscowego Kółka Rolniczego i patronem wielu organizacji młodzieżowych. Propagował tradycję kaszubską, np. spuściznę literacką po Hieronimie Derdowskim. W czerwcu 1931 r. został prezesem Zarządu Okręgowego Związku Towarzystw Powstańców i Wojaków.

### Okupacja niemiecka
Od samego początku okupacji Niemcy intensywnie poszukiwali go jako legendarnego przedstawiciela polskiego ruchu niepodległościowego i antyniemieckiego. Już we wrześniu 1939 r. został podstępnie aresztowany na posterunku żandarmerii w Czersku, jednak udało mu się zbiec i przez całą okupację ukrywał się w różnych miejscach. Jednocześnie rozpoczął działalność konspiracyjną, zakładając na początku 1940 r. niewielką organizację podziemną „Koral” (przemianowaną później na Wojskową Organizację Niepodległościową). Wskutek dużych trudności w łączności i werbunku nie zdołał jednak rozszerzyć jej wpływów. Utrzymywał kontakty i udzielał poparcia innym pomorskim organizacjom konspiracyjnym, jak np. Organizacja Wojskowa Młodzieży Kaszubskiej, czy Grunwald. Miał także poprzez Wacława Ciesielskiego dojścia do ogólnopolskiej konspiracji Związku Walki Zbrojnej i Organizacji Wojskowej Stronnictwa Narodowego. Na przełomie lat 1940–1941 spotkał się w rejonie Bytowa z przywódcą Tajnej Organizacji Wojskowej „Gryf Kaszubski”, por. Józefem Dambkiem. Objął ją swoim patronatem, co umożliwiło jej szybki rozwój organizacyjny w terenie. 7 lipca 1941 r. na tajnym zebraniu w Czarnej Dąbrowie został wybrany I prezesem Rady Naczelnej nowo powstałej organizacji TOW „Gryf Pomorski”, co bardzo podniosło jej prestiż w oczach mieszkańców Pomorza. Istnieją rozbieżności wśród badaczy, czy był jej faktycznym przywódcą, czy tylko honorowym patronem, a w rzeczywistości kierował nią por. J. Dambek jako jego zastępca i kierownik Głównego Wydziału Organizacyjnego. Na pewno wycofał się z przywództwa TOW „Gryf Pomorski” wiosną 1943 r., kiedy doszło do waśni i samosądów wewnątrzorganizacyjnych. Nadal jednak utrzymywał liczne kontakty konspiracyjne. W celu nadania większego znaczenia ks. J. Wryczy oraz całej organizacji w 1944 r. rozpowszechniono wśród miejscowej ludności informację, że został przez władze polskie w Londynie mianowany na stopień generała, co nie było jednak prawdą. Latem 1944 r. zobowiązał się przedstawicielom Okręgu Pomorskiego AK do ogłoszenia apelu o podporządkowaniu się AK na okres realizacji planu Burza innych organizacji pomorskich. Przez cały okres okupacji był intensywnie poszukiwany przez Niemców, którzy wyznaczali za jego głowę coraz to większe nagrody; najwyższe ze znanych na Pomorzu: 40 tys., 50 tys., 200 tys., 300 tys., a w końcu 500 tys. marek. Osobom udzielającym mu pomocy groziła kara śmierci. Pomimo tego przetrwał w ukryciu do zajęcia Pomorza przez wojska sowieckie na początku 1945 r.

### Okres tzw. Polski Ludowej
Po zakończeniu II wojny światowej wrócił na probostwo do Wiela, które sprawował do 1948 r. W tym czasie został również dziekanem czerskim, a w 1947 r. kanonikiem. Jednocześnie w 1945 r. związał się z antykomunistyczną konspiracją niepodległościową reprezentowaną przez Delegaturę Sił Zbrojnych. Występował wówczas przeciwko sowietyzacji Pomorza, nawoływał do bojkotu zarządzeń tzw. władzy ludowej, udzielał poparcia oddziałom partyzanckim. Być może patronował także podziemnej organizacji wojskowej pod nazwą Dywizja Pomorska Armii Krajowej (IV Dywizja Pomorska), która współdziałała ze zgrupowaniem mjr. Zygmunta Szendzielarza ps. „Łupaszka”. Próbował odnowić swoją przedwojenną działalność społeczną, zakładając na terenie Wiela spółdzielnię rolniczą pod nazwą Nadzieja. W 1948 został przeniesiony do Tucholi, gdzie również pełnił obowiązki dziekana. Tam mianowano go honorowym kanonikiem kapituły chełmińskiej. Od zakończenia działań wojennych aż do śmierci był stale obserwowany i nękany przez Urząd Bezpieczeństwa. We wszystkich jego posunięciach duszpasterskich i społecznych doszukiwano się wrogiej działalności przeciw ludowej władzy. Był jednym z nielicznych księży rozpracowywanych tuż przed zakończeniem wojny. Zmarł 4 grudnia 1961 r. i został pochowany na cmentarzu parafialnym w Tucholi. Jego pogrzeb stał się uroczystością patriotyczną.

## Ordery i odznaczenia
- Krzyż Walecznych (dwukrotnie)[8]
- Złoty Krzyż Zasługi z Mieczami
- Srebrny Krzyż Zasługi (22 grudnia 1927)[9]
- Odznaka Frontu Pomorskiego
- Odznaka pamiątkowa Organizacji Wojskowej Pomorza 1918–1920

## Upamiętnienie
Ks. Józef Wrycza jest patronem ulic w Chełmży, Wielu, Tucholi, Brusach, Czersku, Chojnicach, Kościerzynie, Starogardzie Gdańskim i Tczewie. Jest również patronem Szkoły Podstawowej nr 1 w Tucholi.
Pomnik poświęcony jego osobie odsłonięto w Tucholi, a pamiątkowe tablice w Chełmży, Czarnej Dąbrowie, Tucholi, Wielu i Zblewie.

## Anegdoty i legendy
- Najstarsza pochodzi z lat 1916–1917, gdy rząd niemiecki ogłosił pożyczkę wojenną. Ksiądz J. Wrycza, z polecenia swego proboszcza, w Jastarni miał ogłosić ją podczas niedzielnej mszy świętej. Zrobił to, ale jak twierdzi Józef Milewski w swoim opracowaniu, w takich słowach: Rząd pruski rozpisał pożyczkę wojenną. Jak jej nie podpiszecie kajzer Wilhelm II nie wygra wojny i będzie ją musiał prędko zakończyć. W tej sytuacji żaden mieszkaniec Jastarni pożyczki nie podpisał.
- W Żarnowcu zdjęto dzwony, gdyż zaczęło brakować materiału na potrzeby wojenne. Ustawiono je więc na wozie i ruszono w drogę do Pucka. Wtedy odezwał się malutki dzwonek – sygnaturka. Dzwonił tak długo, aż wóz z dzwonami zniknął z horyzontu. Okazało się, że cała sytuacja była dziełem ks. J. Wryczy.
- Na uroczystościach 250. rocznicy wiktorii wiedeńskiej w 1933 kanclerz Austrii przyjął ks. J. Wryczę z pełnymi honorami jako oficjalnego przedstawiciela Polski. Nie zgłosił się bowiem na czas przedstawiciel rządu polskiego gen. Bolesław Wieniawa-Długoszowski i nie zarezerwowano mu miejsca. Kompromitację zatuszowano, ale ks. J. Wrycza popadł w niełaskę sanacji.
- W 1935 r. na rozprawie sądowej prokurator wnioskował o poddanie ks. J. Wryczy badaniom psychiatrycznym, gdyż nie mógł zrozumieć, jak można walczyć z J. Piłsudskim (ks. J. Wrycza był zwolennikiem endecji).
- Podczas okupacji niemieckiej krążył na Kaszubach dowcip następującej treści. W czasie jednej z obław leśnych Niemcy zastrzelili partyzanta podobnego do ks. J. Wryczy. Aby wykluczyć pomyłkę zrobili sekcję zwłok. Okazało się, że miał on w głowie różaniec, w sercu Orła Białego, a w niezbyt szlachetnej części ciała – wszystkich swoich wrogów.